# Dorsz pacyficzny
Dorsz pacyficzny (Gadus macrocephalus) – drapieżna ryba morska z rodziny dorszowatych (Gadidae). Z wyglądu podobna do dorsza atlantyckiego. Poławiana na dużą skalę gospodarczo oraz w wędkarstwie morskim.

## Zasięg występowania
Północny Ocean Spokojny od Morza Żółtego, wzdłuż wschodnich wybrzeży Azji, Cieśnina Beringa, Aleuty i wzdłuż zachodnich wybrzeży Ameryki Północnej do wysokości Los Angeles. Występuje w szerokim zakresie głębokości, od 10–1280 m p.p.m., najczęściej spotykany pomiędzy 100–400 m p.p.m.

## Charakterystyka
Budowa i biologia podobne do dorsza atlantyckiego (Gadus morhua). Dorsz pacyficzny osiąga mniejsze rozmiary – dorasta maksymalnie do 1,2 m długości i 22 kg masy ciała. Przeciętne, 2–3 letnie, osobniki mierzą do 50 cm długości.
Dorsz pacyficzny tworzy ławice. Sezonowe wędrówki pokarmowe i rozrodcze są znacznie krótsze niż u gatunku atlantyckiego. Dojrzała samica składa od ok. 1–6,4 mln ziaren ikry